# Zöllnitz
Zöllnitz ist eine Gemeinde des Saale-Holzland-Kreises und Teil der Verwaltungsgemeinschaft Südliches Saaletal.

## Geografie
Zöllnitz liegt direkt südlich der kreisfreien Stadt Jena. Im Osten ist es umgeben von der Gemeinde Laasdorf, im Westen von der Gemeinde Sulza, im Süden von der Gemeinde Großbockedra.

## Geschichte
Der erste Beleg für die Existenz stammt aus dem Jahre 1343. In dieser Urkunde wird der Kauf eines Weinberges bei Beutnitz durch den Pleban Heinrich von „Zilnicz“ bescheinigt.
Die älteste Überlieferung von Hofbesitzern stammt aus der Zeit von 1421 bis 1425.
→ Siehe Dorfkirche Zöllnitz

## Wirtschaft
Zöllnitz beherbergt einige kleinere Gewerbegebiete im Norden und Westen der Gemeinde. Im Westen findet man zum Beispiel eine Filiale der Möbelkette Roller, im nördlichen Teil neben dem FairHotel auch ein Autohaus sowie einige Kleinbetriebe vor.
Die Böttcher AG eröffnete entlang der Landesstraße 1077 im Jahr 2022 einen neuen Firmenstandort.

## Verkehr
Zöllnitz ist an die Buslinien 820, 427 sowie 472 angebunden, welche von Schleiz, Hermsdorf über Stadtroda bis hinein ins Zentrum Jenas verkehren. An der nordöstlichen Gemeindegrenze liegt der Bahnhof Neue Schenke an der Bahnstrecke Weimar–Gera. Er schließt Zöllnitz an den regionalen Bahnverkehr von Gera über Jena bis nach Erfurt an.
Zwischen Zöllnitz und Neulobeda verläuft die Trasse der Autobahn A4, welche über die nahegelegene Anschlussstelle Jena-Zentrum zu erreichen ist.

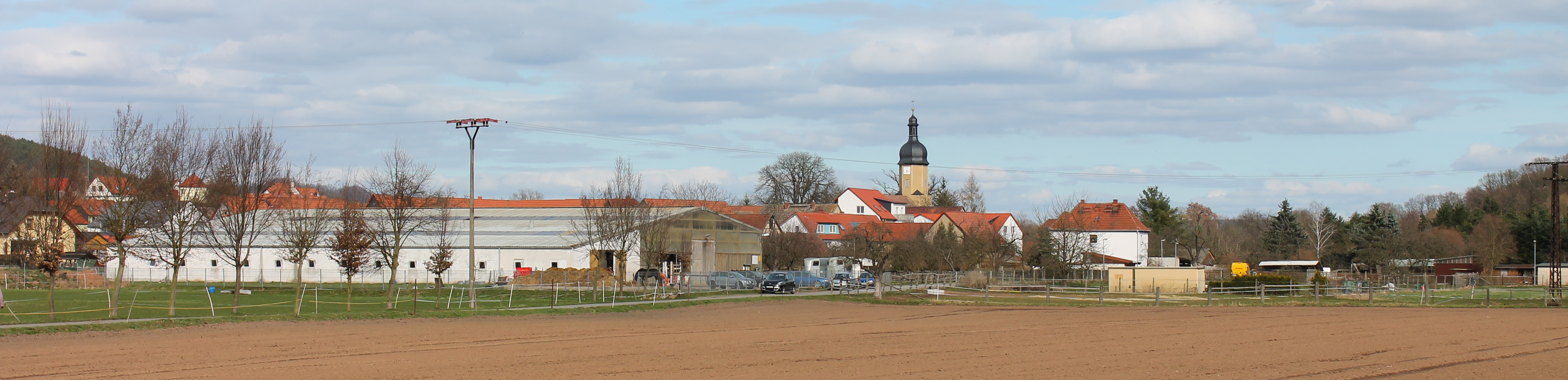
Ortsansicht
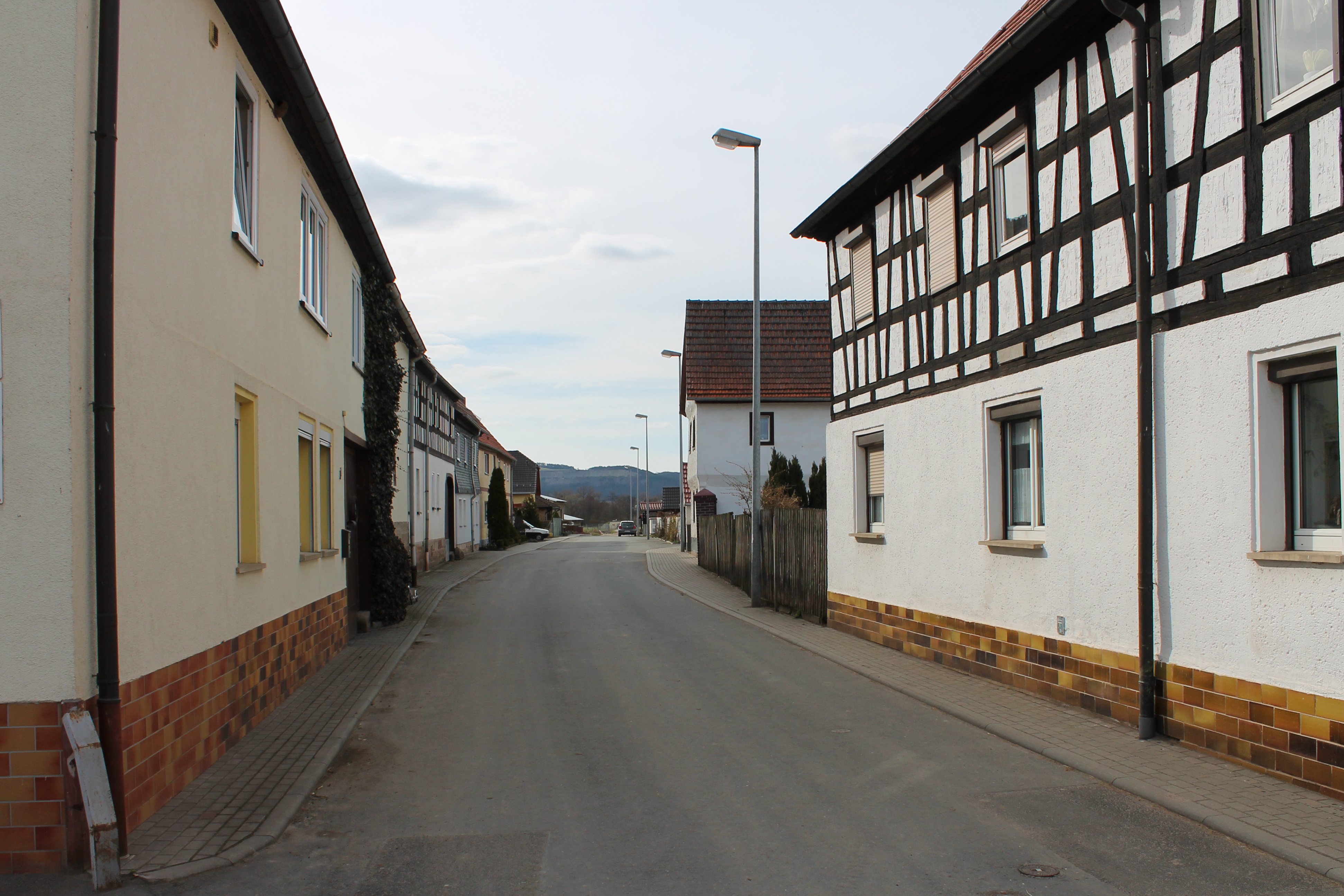
Straßenansicht
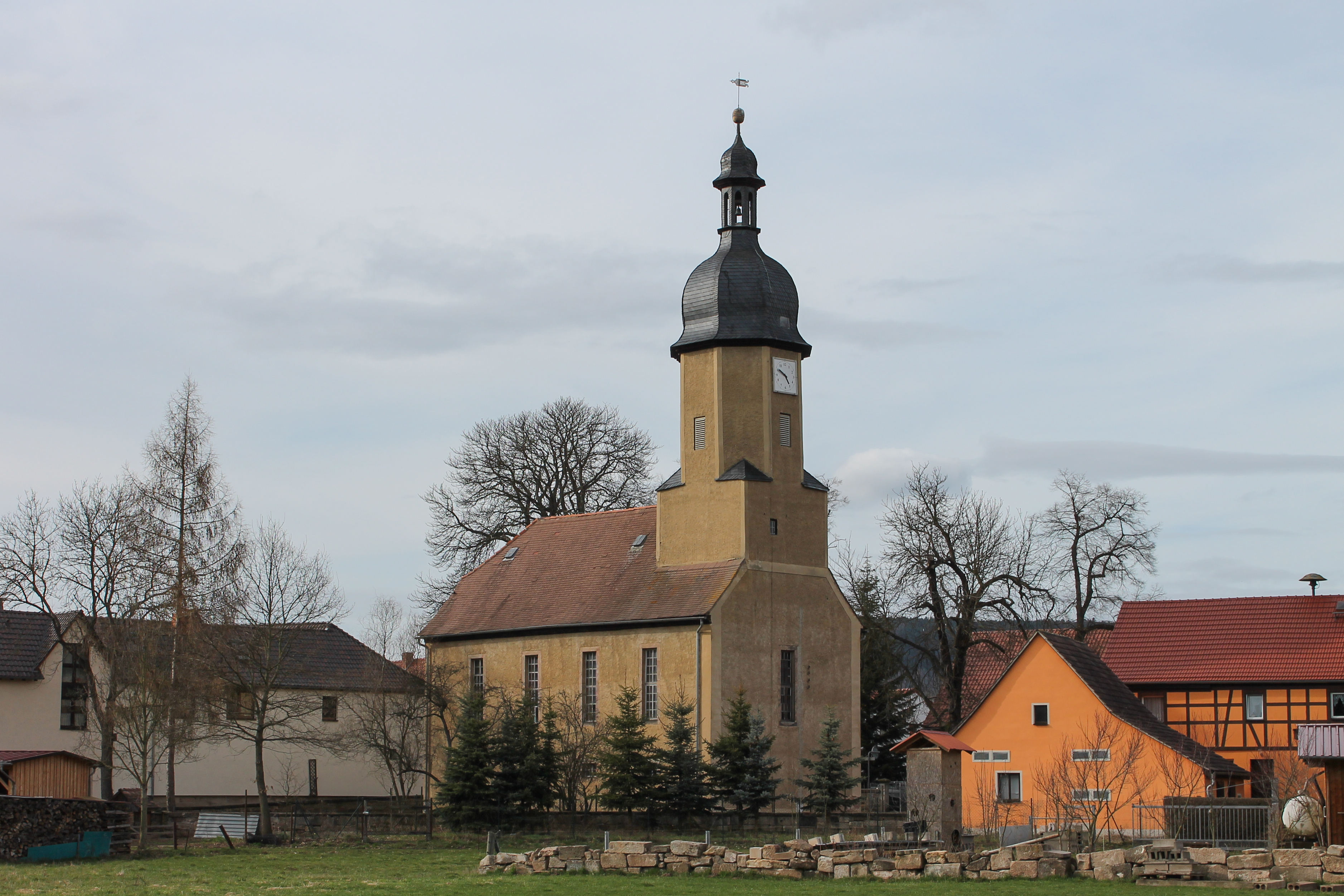
Kirche
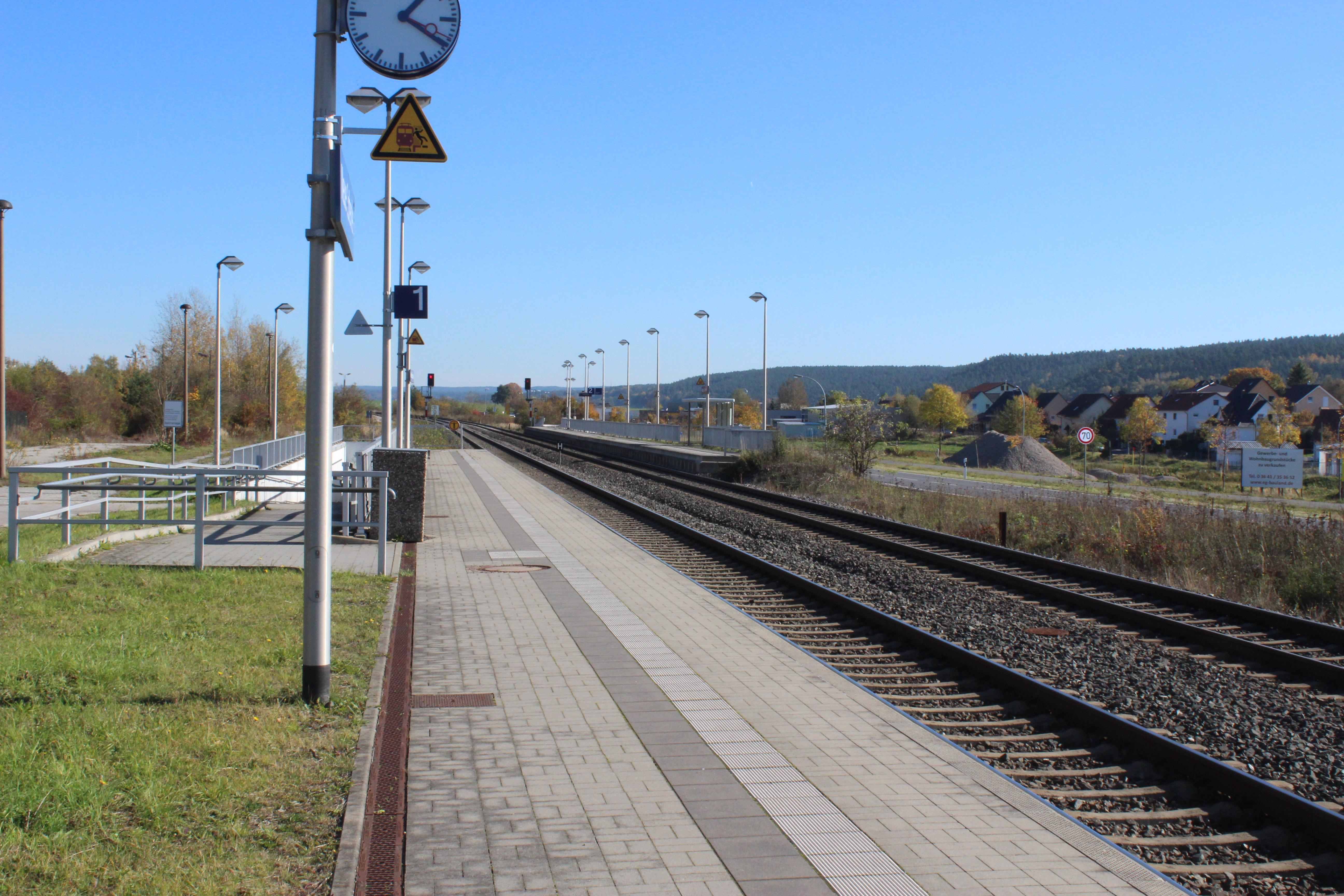
Bahnhof Neue Schenke (2017)

## Personen

### Hier geboren
- Louis Schmeisser (1848–1917), Waffenkonstrukteur
- Gerhard Ost (1904–1988), Heimat- und Steinkreuzforscher, Denkmalpfleger[4]

## Beteiligungen
Die Gemeinde ist Gesellschafter der PD – Berater der öffentlichen Hand.